# Khmerské písmo
Khmerské písmo (khmersky អក្សរខ្មែរ, Âksâr Khmêr) je písmo, abugida používaná pro zápis khmerštiny, úředního jazyka Kambodži.
Jedná se o starobylé písmo doložené na zápisech okolo roku 611, které má blízko indickému písmu bráhmí, respektive odvozené z granthy. Souhlásky se píší v řádku zleva doprava, přičemž samohlásky se k nim připojují z několika možných stran.
Transkripce do latinky představuje určitý problém kvůli své neustálenosti, dnes se především užívá transkripce vyvinuté UNGEGN (United Nations Group of Experts on Geographical Names).